# Otto Friedrich von Lichtenberg
Otto Friedrich von Lichtenberg (* unbekannt; † 1838) war ein deutscher Politiker und Gutsbesitzer auf Scherneck.

## Leben
Otto von Lichtenberg entstammte einem alten thüringischen und fränkischen Rittergeschlecht derer von Lichtenberg.
1825 kaufte er das Gut Scherneck mit dem dazugehörigen Schloss Scherneck.
Anfang 1834 war er, er war bereits Kammerjunker gewesen, zum Kammerherrn am Hofstaat des regierenden Herzogs von Sachsen-Coburg-Saalfeld befördert worden. Im gleichen Jahr wurde er als Obersteuerkontrolleur in den Coburger Landtag gewählt, welcher bis 1839 eingesetzt blieb. Er starb aber bereits 1838.
Er war u. a. im Ständischen Ausschuss der Landstände des Herzogtums Coburg und hatte auf seinem Gut Scherneck ein Patrimonialgericht II. Klasse.
Am 18. Februar 1828 heiratete er als Regierungsassessor Henriette Lucretia von Raßler von Gamerschwang (* 1809).
Nach seinem Tod 1838 übernahm die Lehensvormundschaft der minderjährigen Kinder der Schwager der Witwe, der Hauptmann Otto von Steinau, welcher im Schloss Weißenbrunn vorm Wald lebte. Nachdem im August 1847 der Älteste der Kinder durch Selbstmord ums Leben kam, ließen die Geschwister des toten Bruders 1859/1860 das ehemals ansehnliche Gut in zwei Versteigerungen in einzelnen Teilen veräußern. 